# 2024 en Albanie
Chronologie de l'Albanie
- 2020
- 2021
- 2022
- 2023
- 2024
- 2025
- 2026
- 2027
- 2028

Cet article traite des événements qui se sont produits durant l'année 2024 en Albanie.

## Événements

### Janvier
- x

### Février
- x

### Mars
- x

### Avril
- x

### Mai
- x

### Juin
- x

### Juillet
- 5 juillet : inauguration du tunnel de Llogara, facilitant l'accès vers la Riviera albanaise;
- Albanie aux Jeux olympiques d'été de 2024.

### Août
- x

### Septembre
- x

### Octobre
- x

### Novembre
- x

### Décembre
- x

## Décès
- 1er juillet : Ismaïl Kadaré, écrivain

#### L'année 2024 dans le reste du monde
- L'année 2024 dans le monde
- 2024 en Europe, 2024 dans l'Union européenne, 2024 en Belgique, 2024 en France, 2024 en Italie, 2024 en Suisse
- 2024 en Amérique • 2024 par pays en Asie • 2024 en Océanie, 2024 en Afrique
- 2024 aux Nations unies
- Décès en 2024